# Войтег (комуна)
Войтег (рум. Voiteg) — комуна у повіті Тіміш в Румунії. До складу комуни входять такі села (дані про населення за 2002 рік):
- Войтег (1886 осіб)
- Фоля (541 особа)

Комуна розташована на відстані 399 км на захід від Бухареста, 32 км на південь від Тімішоари.

## Населення
За даними перепису населення 2002 року у комуні проживали 2427 осіб.
Національний склад населення комуни:
| Національність | Кількість осіб | Відсоток |
| -------------- | -------------- | -------- |
| румуни         | 2136           | 88,0%    |
| угорці         | 174            | 7,2%     |
| німці          | 70             | 2,9%     |
| цигани         | 34             | 1,4%     |
| серби          | 4              | 0,2%     |
| болгари        | 2              | 0,1%     |
| українці       | 1              | < 0,1%   |

Рідною мовою назвали:
| Мова       | Кількість осіб | Відсоток |
| ---------- | -------------- | -------- |
| румунська  | 2153           | 88,7%    |
| угорська   | 163            | 6,7%     |
| німецька   | 65             | 2,7%     |
| циганська  | 37             | 1,5%     |
| сербська   | 4              | 0,2%     |
| українська | 2              | 0,1%     |
| болгарська | 1              | < 0,1%   |

Склад населення комуни за віросповіданням:
| Релігія                                       | Кількість осіб | Відсоток |
| --------------------------------------------- | -------------- | -------- |
| православні                                   | 1989           | 82,0%    |
| римо-католики                                 | 302            | 12,4%    |
| п'ятдесятники                                 | 61             | 2,5%     |
| баптисти                                      | 16             | 0,7%     |
| реформати                                     | 9              | 0,4%     |
| старообрядці                                  | 7              | 0,3%     |
| не релігійні                                  | 5              | 0,2%     |
| лютерани (Синодально-пресвітеріанська церква) | 2              | 0,1%     |
| лютерани (Аугсбурзького сповідання)           | 1              | < 0,1%   |
| не вказали релігію                            | 3              | 0,1%     |